# 박종천 (1960년)
박종천 (朴鍾千, 1960년 5월 13일 ~ )은 대한민국의 농구인이다. 전라남도 여수시 출신인 그는 1988년 하계 올림픽에서 남자 토너먼트에 참가했다.